# Björn Hardley
Björn Bryan Hardley (Tilburg, 19 december 2002) is een Nederlands-Surinaams voetballer die doorgaans als (centrale) verdediger speelt en onder contract staat bij TSV Hartberg.

## Clubcarrière

### NAC Breda
Hardley speelde in de jeugd bij SV Advendo en RKVV DIA voordat hij in 2014 naar de jeugdopleiding van NAC Breda vertrok. Vervolgens tekende hij in de zomer van 2019 een contract bij Manchester United. De club uit Breda ontving een opleidingsvergoeding door de transfer. Met de transfer was Hardley na Mike van Beijnen (in diezelfde periode vertrokken naar FC Barcelona) weer een jeugdspeler die via NAC Breda naar een Europese grootmacht vertrok. Hardley had naast de gemaakte overstap ook te maken met interesse vanuit Nederlandse clubs, maar hij koos bewust voor een buitenlandse transfer.

### Manchester United
Na zijn overstap sloot Hardley aan bij Manchester United onder 18, waar hij uiteindelijk enkele keren de aanvoerdersband mocht dragen. Vervolgens speelde hij verdeeld over verschillende seizoenen zo'n 54 wedstrijden voor Manchester United onder 23, uitkomend in de Premier League 2. In twee van die wedstrijden was hij aanvoerder. Ook deed hij vier keer mee in de UEFA Youth League. In zijn periode in Engeland werd Hardley geprezen om zijn comfortabele uitstraling aan de bal, zijn kracht in beide zestienmetergebieden en zou hij beschikken over talent om een eerste elftal van een Premier League club te bereiken.
In oktober 2021 trainde Hardley onder leiding van Ole Gunnar Solskjær voor het eerst mee met het eerste elftal van de club. Tot een officieel debuut in het eerste elftal van de club kwam het echter nooit. Wel zat hij op 8 december 2021 in de UEFA Champions League onder leiding van de sinds enkele weken aangestelde Ralf Rangnick bij de wedstrijdselectie tegen BSC Young Boys (1–1 gelijkspel). Latere trainer Erik ten Hag liet Hardley in februari 2023 wederom meetrainen met het eerste elftal. Enkele weken eerder ging hij in de winterstop eveneens mee op trainingskamp. Desondanks was er in diezelfde periode ook sprake van een tijdelijk verhuur.

### FC Utrecht
Eind juli 2023 verliet Hardley Manchester United voor FC Utrecht, waar hij een tweejarig contract ondertekende en aansloot bij Jong FC Utrecht. Daarmee was hij na Zidane Iqbal de tweede jeugdspeler van Manchester United die in die transferperiode de overstap maakte naar FC Utrecht. Hij wist bij FC Utrecht niet door te stromen naar de hoofdmacht en speelde zijn wedstrijden enkel bij Jong FC Utrecht in de Keuken Kampioen Divisie.

### TSV Hartberg
Hardley maakte in september 2024 de overstap van FC Utrecht naar het Oostenrijkse TSV Hartberg.

## Clubstatistieken

### Beloften
| Seizoen                         | Club            | Competitie      | Competitie | Competitie | Overig | Overig | Totaal | Totaal |
| Seizoen                         | Club            | Competitie      | Wed.       | Dlp.       | Wed.   | Dlp.   | Wed.   | Dlp.   |
| ------------------------------- | --------------- | --------------- | ---------- | ---------- | ------ | ------ | ------ | ------ |
| 2023/24                         | Jong FC Utrecht | Eerste divisie  | 16         | 0          | 0      | 0      | 16     | 0      |
| 2023/24                         | Jong FC Utrecht | Eerste divisie  | 3          | 0          | 0      | 0      | 3      | 0      |
| Carrière totaal                 | Carrière totaal | Carrière totaal | 19         | 0          | 0      | 0      | 19     | 0      |
| Bijgewerkt op 18 september 2024 |                 |                 |            |            |        |        |        |        |

### Senioren
| Seizoen                         | Club              | Competitie      | Competitie | Competitie | Beker | Beker | Internationaal | Internationaal | Overig | Overig | Totaal | Totaal |
| Seizoen                         | Club              | Competitie      | Wed.       | Dlp.       | Wed.  | Dlp.  | Wed.           | Dlp.           | Wed.   | Dlp.   | Wed.   | Dlp.   |
| ------------------------------- | ----------------- | --------------- | ---------- | ---------- | ----- | ----- | -------------- | -------------- | ------ | ------ | ------ | ------ |
| 2021/22                         | Manchester United | Premier League  | 0          | 0          | 0     | 0     | 0              | 0              | 0      | 0      | 0      | 0      |
| Carrière totaal                 | Carrière totaal   | Carrière totaal | 0          | 0          | 0     | 0     | 0              | 0              | 0      | 0      | 0      | 0      |
| Bijgewerkt op 18 september 2023 |                   |                 |            |            |       |       |                |                |        |        |        |        |